# Orloj
Az Orloj Prágában az Óváros téren álló Óvárosi városháza déli oldalán látható óramű, amely évszázadok óta vonzza a látogatókat. A hatalmas időmérő szerkezet 1410 óta működik; mai formáját néhány átalakítás után 1572-ben nyerte el.

## Története
1410-ben készítette Mikuláš Kadaňi mester Jan Ondřej alias Šindel (1375—1445) tervei alapján. Az eredeti két számlap egyike sem maradt fenn; a mostaniakat 1790-ben, az óra nagyjavítása után szereltette fel Antonín Strnad (1749–1799), a Klementinum csillagvizsgálójának igazgatója.
A felső részében lévő ablakban 1597 óta minden órában az élet mulandóságát jelképező, kezében homokórát tartó csontváz vezetésével bábok vonulnak el: az apostolok és egy, a török veszedelemre figyelmeztető figura. A menet végén az óra fölötti kakas (rekedtes túlvilági harsonára emlékeztető) hangjára a szerkezet elüti az adott órát.
Egy helyi legenda szerint az órát „Hanus mester” készítette, s avégett, hogy művét más városokban ne tudja megismételni, a városatyák izzó vassal megvakíttatták, és hagyták elszegényedni. Az órás bosszút állt: egy nap kezét az óra finom szerkezetébe tette. Az elkövetkezendő 100 évben senki nem volt képes az óramű megjavítására.

## Mit mutat az óra?
Az arany kézzel és napszimbólummal ellátott mutató mutatja:
- a közép-európai téli[3] időt (a fix számlapon lévő római számokkal),

- az olasz órát, azaz az előző nap napnyugtájától számított időt (a külső mozgatható számlap gótbetűs számain) és

- bolygóórákat (az arany masnikon fekete arab számokkal).[2]

Az utóbbiak hossza egyenlőtlen, mert az időtávot, amikor a Nap a horizont felett van, mindig 12 részre osztják, függetlenül a különböző évszakokban a „fehér” napok eltérő hosszától. A csillaggal jelölt kéz a sziderikus időt mutatja (a római számokkal ellátott számlapon).
Szilárdan kapcsolódik hozzá egy excentrikusan elhelyezett arany kör — az ekliptika. Az ekliptikán jól láthatóak az állatöv jegyei, bennük a Nappal és a Holddal. Az ekliptika kerülete kb. napi 4 perccel gyorsabban forog, mint az óramutató, így a napszimbólum évente egyszer megkerüli az ekliptikát. A téli hónapokban lejjebb, nyáron magasabban van. A számlap területe három színes részre osztott: a világoskék a nappali eget jelöli, a lila a hajnalt és az alkonyt, a fekete az éjszakát. Ezek segítenek az égitestek irányszögének és magasságának, keltük és nyugtuk leolvasásához. Felismerhetők a Hold fázisai is. A csillagászati óra alatt van egy kör alakú festett naptár is. Évente egyszer fordul körbe, és egy nyíl az aktuális napot jelzi.

## A körbejáró apostolok
A bal oldali ablakban:
- Szent Pál
- Szent Tamás
- Szent Júdás Tádé
- Szent Simon
- Szent Bertalan
- Szent Barnabás

A jobb oldali ablakban:
- Szent Péter
- Szent Máté
- Szent János
- Szent András
- Szent Fülöp
- Szent Jakab.

Sokféle jelképes bábu is leköti a nézők figyelmét. A csontváz és a homokóra az idő múlását, az emberi lét mulandóságát jelképezi. Látható továbbá a hiú, a fösvény és a török (a bujaság szimbóluma). Legutóbb a második világháború után újították fel.

## Érdekességek
Az óra sajátos, a második világháború után szocreál stílusban újraalkotott változata Olomouc főterén a városháza tornyát díszíti.

## További információk

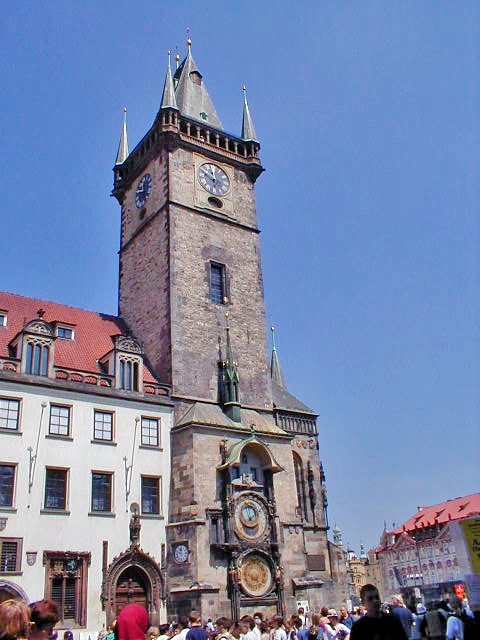
A városháza tornya az Orlojjal
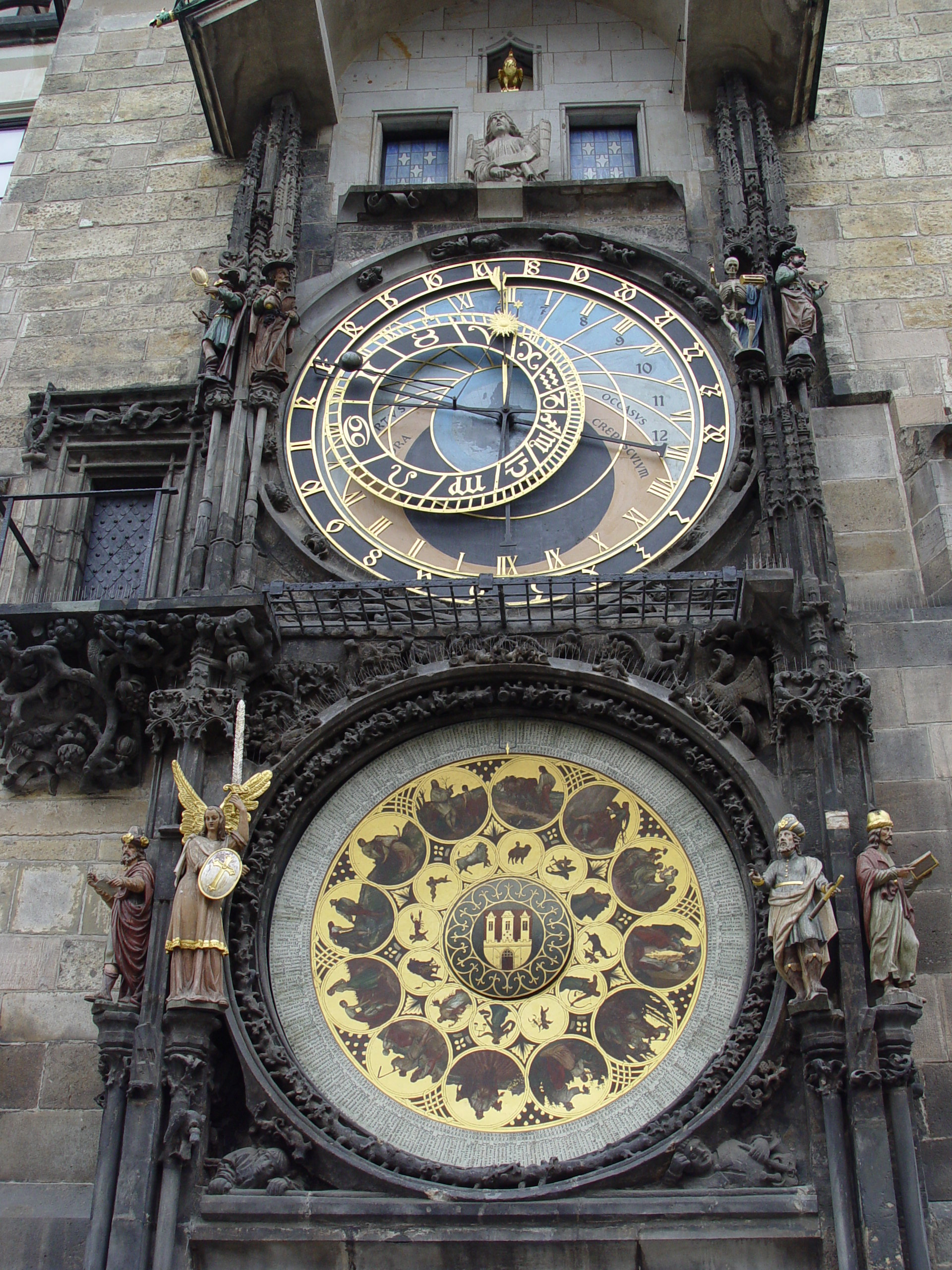
Az Orloj